# Derolus sulcatus
Derolus sulcatus är en skalbaggsart som beskrevs av Aurivillius 1928. Derolus sulcatus ingår i släktet Derolus och familjen långhorningar.
Artens utbredningsområde är:
- Kenya.
- Zimbabwe.

Inga underarter finns listade i Catalogue of Life.